# Грин, Жюльен
Жюлье́н Грин (фр. Julien Green), при рождении Джу́лиан Ха́ртридж Грин (англ. Julian Hartridge Green; 6 сентября 1900, Париж — 13 августа 1998, там же) — французский писатель американского происхождения.

## Биография
Младший из восьми детей родителей-американцев протестантского вероисповедания, вырос в Париже. После смерти крайне набожной матери в 1916 году вместе с отцом и сёстрами перешёл в католичество. Участвовал в Первой мировой войне, демобилизован в 1919 году. В 1919—1922 годах учился в Виргинском университете. Вернувшись во Францию, занялся литературой, дебютировал в 1924 году «Памфлетом против католиков Франции».
В 1940 году, после поражения Франции, переехал в США. В годы Второй мировой войны служил в Американском бюро военной информации, выступал по «Голосу Америки», где вместе с ним работали Андре Бретон и Юл Бриннер. Написал по-английски книгу «Воспоминания о счастливых днях» (1942), позже несколько своих франкоязычных книг перевел на английский, в том числе — с помощью сестры, писательницы Энн Грин (1891—1979). После войны снова вернулся во Францию.
Прожив основную часть жизни во Франции и пользуясь как писатель по преимуществу французским языком, никогда не был французским гражданином: сделанное ему Жоржем Помпиду в 1972 году предложение натурализоваться писатель не принял.
Приемный отец писателя Эрика Журдана.
По собственному желанию погребен после смерти в церкви Святого Эгидия в Клагенфурте.

## Творчество
Автор новелл, драм и романов, несколько из которых получили признание критики и публики («Адриенна Мезюра», 1927; «Путешественник по Земле», 1927; «Левиафан», 1929; «Обломки», 1932, и др.), он наиболее известен многотомным дневником, который вел на протяжении всей взрослой жизни (1928—1998, 18 томов). На новые книги писателя откликались Вальтер Беньямин, Герман Гессе, Хорхе Луис Борхес, его «Дневник» высоко ценил Эмиль Чоран. Острота психологического анализа в романе Грина «Будь я на вашем месте» (1947) привлекла внимание Мелани Кляйн. Несколько произведений писателя экранизированы.

## Публикации на русском языке
- Адриенна Мезюра. М.: Время, 1927
- Обломки. М.: Художественная литература, 1975
- Полночь. М.: Радуга, 1992
- Земной странник. М.: Libra_fr, 2021

## Признание
- Большая национальная литературная премия (1966).
- Большая литературная премия Французской академии (1970).
- Первый не-француз, избранный во Французскую Академию (1971).
- Премия Гринцане Кавур (1991)

и др. награды.